# Nemcia dilatata
Nemcia dilatata là một loài thực vật có hoa trong họ Đậu. Loài này được (Benth.) Crisp mô tả khoa học đầu tiên.